# Eleições estaduais no Rio Grande do Norte em 1994
As eleições estaduais no Rio Grande do Norte em 1994 ocorreram em 3 de outubro como parte das eleições gerais no Distrito Federal e em 26 estados. Foram eleitos o governador Garibaldi Alves Filho, o vice-governador Fernando Freire, os senadores Geraldo Melo e José Agripino Maia, além de oito deputados federais e vinte e quatro estaduais num pleito decidido em primeiro turno, sendo que a posse ocorreria em 1º de janeiro de 1995 para quatro anos de mandato.
Advogado nascido em Natal e formando na Universidade Federal do Rio Grande do Norte, Garibaldi Alves Filho descende de tradicional família potiguar. Jornalista, ingressou no MDB em lugar de seu pai, Garibaldi Alves, que se encontrava com os direitos políticos suspensos. Antes foi chefe de gabinete de seu tio, Agnelo Alves, na prefeitura de Natal. Eleito deputado estadual em 1970, 1974 e 1978, entrou no PMDB e obteve mais um mandato em 1982. Em 1985 foi eleito prefeito da capital potiguar numa disputa com Wilma de Faria e em 1990 foi eleito senador numa coligação chefiada por Lavoisier Maia que, em 1994, foi derrotado por Garibaldi Alves Filho na primeira disputa pelo governo estadual entre as duas famílias desde 1982. Garibaldi Alves Filho é sobrinho de Aluizio Alves, eleito governador do Rio Grande do Norte em 1960 e se tornou o primeiro mandatário potiguar a tomar posse no Palácio Lagoa Nova.
Empresário nascido no Recife e graduado em Londres e Amesterdã na área de Comércio Exterior ao longo dos anos 1970, Fernando Freire prestou serviços a entidades sob influência da Confederação Nacional do Comércio, a qual era dirigida por seu pai, Jessé Freire. Presidente da Companhia Nacional de Álcalis por dois anos a partir de 1984, ingressou na política após a morte do irmão, Jessé Freire Filho, a quem sucedeu como deputado federal ao eleger-se via PFL em 1990. Voto favorável à abertura do impeachment de Fernando Collor em 1992, foi eleito vice-governador do Rio Grande do Norte pelo PPR em 1994.

## Resultado da eleição para governador
Segundo o Tribunal Superior Eleitoral houve 929.822 votos nominais (74,14%), 222.165 votos em branco (17,71%) e 102.137 votos nulos (8,14%) resultando no comparecimento de 1.491.112 eleitores.
| Candidatos a governador do estado | Candidatos a vice-governador | Número | Coligação                                                          | Votação | Percentual |
| --------------------------------- | ---------------------------- | ------ | ------------------------------------------------------------------ | ------- | ---------- |
| Garibaldi Alves Filho PMDB        | Fernando Freire PPR          | 15     | Unidade Popular (PMDB, PPR, PSDB)                                  | 489.765 | 52,67%     |
| Lavoisier Maia PDT                | Rosalba Ciarlini PFL         | 12     | Vontade do Povo (PDT, PFL, PTB, PP, PL)                            | 359.870 | 38,70%     |
| Fernando Mineiro PT               | José Bezerra PT              | 13     | Frente Popular Potiguar (PT, PSTU)                                 | 44.596  | 4,80%      |
| Wilma de Faria PSB                | Binha Torres PSB             | 40     | Frente Popular Pela Cidadania (PSB, PCdoB, PCB, PPS, PMN, PV, PSC) | 35.591  | 3,83%      |
| Fontes:                           |                              |        |                                                                    |         |            |

## Biografia dos senadores eleitos

### Geraldo Melo
Eleito senador com a maior votação do estado, o jornalista Geraldo Melo é potiguar de Campo Grande. Nomeado para uma das diretorias da Superintendência do Desenvolvimento do Nordeste (SUDENE) a convite de Celso Furtado, cursou antes a Comissão Econômica para a América Latina e o Caribe (CEPAL) e detém especialização no Centro de Estudos Monetários Latino-Americanos no México. Estagiário no Banco Interamericano de Desenvolvimento e no Banco Mundial, foi secretário de Planejamento no governo Aluizio Alves, aliás o primeiro titular da pasta. Empresário do setor sucroalcooleiro em Ceará-Mirim, foi eleito vice-governador do Rio Grande do Norte via ARENA na chapa de Lavoisier Maia em 1978, trocou depois o PDS pelo PMDB. Presidente do diretório estadual da legenda, foi eleito governador do estado em 1986 e após o ingresso no PSDB foi eleito senador em 1994.

### José Agripino Maia
Para ocupar a outra cadeira de senador foi eleito José Agripino Maia. Engenheiro civil natural de Mossoró, formou-se na Universidade do Estado do Rio de Janeiro em 1967. Dedicado à iniciativa privada, ingressou na ARENA e foi nomeado prefeito de Natal em 1979 pelo governador Lavoisier Maia e com o apoio deste foi eleito governador do Rio Grande do Norte pelo PDS em 1982. Na Nova República tomou assento no PFL e foi eleito senador em 1986. Após ajudar na elaboração da nova Carta Magna, retornou ao governo do estado em 1990 e conquistou um novo mandato de senador em 1994.

## Suplente efetivado

### Fernando Bezerra
Beneficiado pela vitória de Garibaldi Alves Filho ao governo do estado, o engenheiro civil Fernando Bezerra foi efetivado senador. Formado na Universidade Federal do Rio Grande do Norte em 1965 com pós-graduação em Engenharia Econômica e Administração de Negócios na Utah State University, dirigiu o Departamento de Estradas de Rodagem, fez parte do Conselho Rodoviário Estadual, trabalhou em empresas da família e foi presidente do Clube de Engenharia do Rio Grande do Norte. Eleito presidente da Federação das Indústrias do Estado do Rio Grande do Norte em 1979, manteve o posto por quinze anos e assim foi alçado à uma diretoria na Confederação Nacional da Indústria, instituição da qual assumiu a presidência em 1995. Eleito primeiro suplente de senador pelo PMDB em 1990, assumiu o mandato após a renúncia do titular.

## Resultado da eleição para senador
| Candidatos a senador da República | Candidatos a suplente de senador                                         | Número | Coligação                                                          | Votação | Percentual |
| --------------------------------- | ------------------------------------------------------------------------ | ------ | ------------------------------------------------------------------ | ------- | ---------- |
| Geraldo Melo PSDB                 | Manoel Torres de Araújo PMDB Haroldo Cavalcanti de Azevedo PSDB          | 452    | Unidade Popular (PMDB, PPR, PSDB)                                  | 441.707 | 27,75%     |
| José Agripino Maia PFL            | Janilson Ferreira PFL Ulisses Bezerra Filho PFL                          | 252    | Vontade do Povo (PDT, PFL, PTB, PP, PL)                            | 387.935 | 24,37%     |
| Francisco Urbano PSDB             | Dalton Amaral PPR -                                                      | 453    | Unidade Popular (PMDB, PPR, PSDB)                                  | 310.746 | 19,52%     |
| Raimundo Fernandes PL             | Mauricio Gurgel Praxedes PL Ângela Maria Penha dos Santos PL             | 223    | Vontade do Povo (PDT, PFL, PTB, PP, PL)                            | 218.780 | 13,74%     |
| Salomão Gurgel PSB                | Geraldo Assunção Silva PCdoB -                                           | 402    | Frente Popular pela Cidadania (PSB, PCdoB, PCB, PPS, PMN, PV, PSC) | 72.835  | 4,58%      |
| Floriano Bezerra PT               | Marcilio Andrade de Lucena Dias PT Maria Francisca Dantas PT             | 133    | Frente Popular Potiguar (PT, PSTU)                                 | 61.047  | 3,84%      |
| Jorge de Castro PT                | Yeda Cunha de Medeiros Pereira PT Francisco Carlos dos Santos(Carlão) PT | 132    | Frente Popular Potiguar (PT, PSTU)                                 | 59.789  | 3,76%      |
| Hermano Paiva de Oliveira PPS     | Renato Tripoli PMN -                                                     | 233    | Frente Popular pela Cidadania (PSB, PCdoB, PCB, PPS, PMN, PV, PSC) | 38.779  | 2,44%      |
| Fontes:                           |                                                                          |        |                                                                    |         |            |

## Deputados federais eleitos
São relacionados os candidatos eleitos com informações complementares da Câmara dos Deputados.

Representação eleita
  PFL: 5
  PMDB: 2
  PSDB: 1

| Número  | Deputados federais eleitos | Partido | Votação | Percentual | Cidade onde nasceu | Unidade federativa  |
| 1511    | Henrique Eduardo Alves     | PMDB    | 108.322 | 14,70%     | Rio de Janeiro     | Rio de Janeiro      |
| 2507    | Carlos Alberto             | PFL     | 58.255  | 7,91%      | Natal              | Rio Grande do Norte |
| 4545    | Cipriano Correia           | PSDB    | 56.786  | 7,71%      | Santana do Matos   | Rio Grande do Norte |
| 2522    | Iberê Ferreira             | PFL     | 56.165  | 7,62%      | Natal              | Rio Grande do Norte |
| 2511    | Betinho Rosado             | PFL     | 50.628  | 6,87%      | Mossoró            | Rio Grande do Norte |
| 2555    | Augusto Viveiros           | PFL     | 49.937  | 6,78%      | Natal              | Rio Grande do Norte |
| 2512    | Ney Lopes                  | PFL     | 47.652  | 6,47%      | Natal              | Rio Grande do Norte |
| 1520    | Laíre Rosado               | PMDB    | 46.884  | 6,37%      | Mossoró            | Rio Grande do Norte |
| Fontes: |                            |         |         |            |                    |                     |

## Deputados estaduais eleitos
Estavam em jogo 24 cadeiras da Assembleia Legislativa do Rio Grande do Norte.

Representação eleita
  PFL: 10
  PMDB: 8
  PL: 2
  PPR: 1
  PSDB: 1
  PDT: 1
  PT: 1

Fonteː
| Número  | Deputados estaduais eleitos | Partido | Votação | Percentual | Cidade onde nasceu | Unidade federativa  |
| 11206   | Nelter Queiroz              | PPR     | 33.479  | 4,14%      | Jucurutu           | Rio Grande do Norte |
| 25221   | José Adécio Costa           | PFL     | 27.679  | 3,42%      | Pedro Avelino      | Rio Grande do Norte |
| 22220   | Ivonete Dantas              | PL      | 24.020  | 2,97%      | Caicó              | Rio Grande do Norte |
| 25111   | Robinson Faria              | PFL     | 23.349  | 2,89%      | Natal              | Rio Grande do Norte |
| 25105   | Carlos Marinho              | PFL     | 23.292  | 2,88%      | Natal              | Rio Grande do Norte |
| 15144   | Frederico Rosado            | PMDB    | 22.937  | 2,84%      | Mossoró            | Rio Grande do Norte |
| 15180   | Carlos Eduardo Alves        | PMDB    | 21.556  | 2,67%      | Rio de Janeiro     | Rio de Janeiro      |
| 22221   | Nira Fernandes              | PL      | 20.149  | 2,49%      | Pau dos Ferros     | Rio Grande do Norte |
| 25112   | Ricardo Motta               | PFL     | 20.096  | 2,49%      | Natal              | Rio Grande do Norte |
| 45222   | Petrônio Tinoco             | PSDB    | 17.991  | 2,23%      | Natal              | Rio Grande do Norte |
| 15105   | Manoel Correia              | PMDB    | 17.470  | 2,16%      | Natal              | Rio Grande do Norte |
| 25102   | Ronaldo Soares              | PFL     | 17.383  | 2,15%      | Assu               | Rio Grande do Norte |
| 25222   | Valério Mesquita            | PFL     | 16.816  | 2,08%      | Macaíba            | Rio Grande do Norte |
| 15122   | Tarcísio Andrade            | PMDB    | 16.764  | 2,07%      | Natal              | Rio Grande do Norte |
| 15222   | Álvaro Dias                 | PMDB    | 16.368  | 2,03%      | Caicó              | Rio Grande do Norte |
| 25110   | Getúlio Rêgo                | PFL     | 15.957  | 1,97%      | Portalegre         | Rio Grande do Norte |
| 12111   | Leonardo Arruda             | PDT     | 15.591  | 1,93%      | Santa Maria        | Rio Grande do Norte |
| 25122   | Nelson Freire               | PFL     | 15.355  | 1,90%      | Natal              | Rio Grande do Norte |
| 15123   | Wober Pinheiro              | PMDB    | 15.309  | 1,89%      | Natal              | Rio Grande do Norte |
| 15141   | José Dias                   | PMDB    | 15.081  | 1,87%      | Natal              | Rio Grande do Norte |
| 25200   | Elias Fernandes Neto        | PFL     | 15.061  | 1,86%      | Natal              | Rio Grande do Norte |
| 15150   | Targino Pereira             | PMDB    | 14.626  | 1,81%      | Natal              | Rio Grande do Norte |
| 25101   | Francisco Silveira          | PFL     | 14.377  | 1,78%      | Natal              | Rio Grande do Norte |
| 13113   | Fátima Bezerra              | PT      | 8.347   | 1,03%      | Nova Palmeira      | Paraíba             |
| Fontes: |                             |         |         |            |                    |                     |